# Salmanazar IV
Sauf précision contraire, les dates de cet article sont sous-entendues « avant l'ère commune », c'est-à-dire « avant Jésus-Christ ».
Salmanasar IV  (Salmānu-ašarēd, « Le dieu Salmanu est prééminent ») fut roi d'Assyrie de 783 à 773 av. J.-C. Il fut le premier fils d'Adad-Nirâri III (ou Adad-Nerari).
Il y a très peu d'informations à propos de son règne qui ont survécu. Selon le canon éponyme, il a dirigé plusieurs campagnes contre l'Ourartou. Son pouvoir a été fortement limité par l'influence croissante des hauts dignitaires, en particulier celle de Shamshi-t II (ou Šamši-t), qui était alors commandant en chef de l'armée. Son frère Assur-Dan III (ou Aššurdān ou Assourdan, 773-755) lui succède.